# Stoney End (canción)
«Stoney End» es una canción escrita por Laura Nyro y publicada por primera vez en su álbum debut de 1967, More Than a New Discovery. Se convirtió en un éxito comercial alrededor de 1970 por una versión interpretada por Barbra Streisand, alcanzando el puesto #6 en el Billboard Hot 100.

## Versión de Barbra Streisand
Streisand grabó «Stoney End» como el tema que da título a su duodécimo álbum de estudio. La canción fue sugerido por el productor discográfico Richard Perry. Los miembros del grupo Fanny proporcionaron los coros.

### Posicionamiento

#### Gráfica semanal
| Gráficas (1970–71)                        | Pico de posición |
| ----------------------------------------- | ---------------- |
| Canadá (RPM Top Singles)                  | 5                |
| Canadá (RPM Adult Contemporary)           | 29               |
| Reino Unido (UK Singles Chart)            | 27               |
| Estados Unidos (Billboard Hot 100)        | 6                |
| Estados Unidos (Billboard Easy Listening) | 2                |
| Estados Unidos (Cashbox)                  | 7                |

#### Gráfica de fin de año
| Gráficas (1971)          | Pico de posición |
| ------------------------ | ---------------- |
| Canadá (RPM Top Singles) | 65               |
| Estados Unidos (Cashbox) | 99               |

## Otras versiones
- The Stone Poneys grabó una versión moderada de la canción para su álbum Linda Ronstadt, Stone Poneys and Friends, Vol. III en 1968.[4]
- «Stoney End» también fue grabada por Peggy Lipton en 1968, la cual alcanzó el puesto #121 en el Billboard Bubbling Under Hot 100.[5]
- La canción también ha sido interpretada por Diana Ross, Beth Nielsen Chapman, Maynard Ferguson y Judy Kuhn.